# Monument aux morts de la batellerie

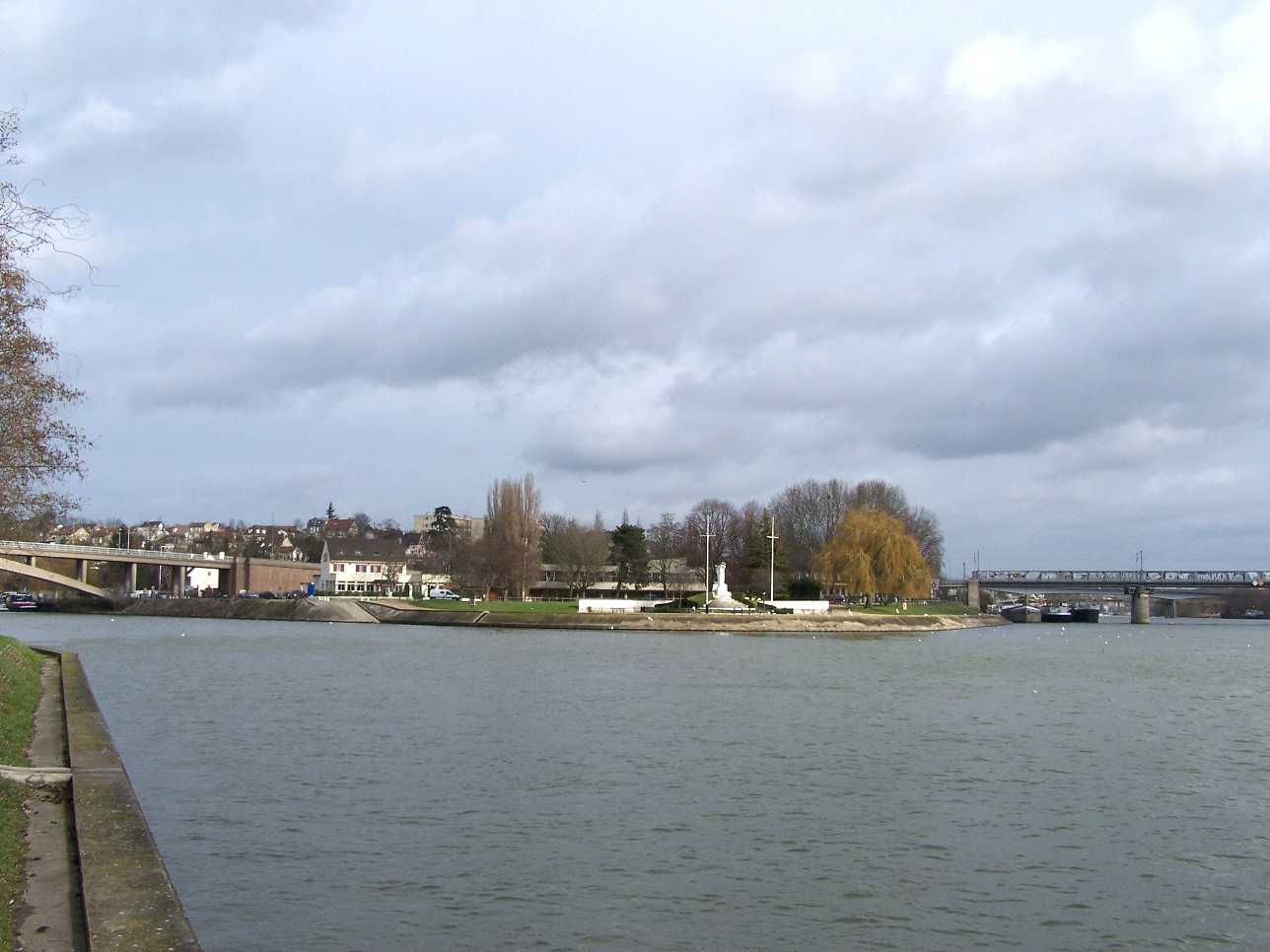
Le Pointil, à la confluence de l'Oise

Le monument aux morts de la batellerie est un monument aux morts situé à Conflans-Sainte-Honorine, en France. Il commémore la participation de la flotte fluviale à la première guerre mondiale.

## Localisation
Le monument est situé sur la commune de Conflans-Sainte-Honorine, dans le département français des Yvelines à l'embouchure de la Seine et de l'Oise.
Il est situé à l'emplacement de l'ancienne bourse d'affrètement, sur le pointil.

## Historique
Organisée chaque année à la fin du mois de juin, aux pieds du monument, la cérémonie commémorative du Pardon national de la batellerie, à la fois civique et religieuse, rend hommage à ces combattants et évoque pour les habitants de Conflans et les mariniers l'âge d'or d'une ville et d'une profession.
Le 5 février 2020, la statue est endommagée par des infiltrations d'eau qui provoquent la chute des bras et la couronne. La restauration est engagée très rapidement par la ville qui confie le chantier de restauration à Monsieur Giordani ; les travaux sont inaugurés le 27 juin 2020
L'édifice est inscrit au titre des monuments historiques en 2020.

## Description
Le monument de Conflans est réalisé en pierre calcaire provenant de Souppes-sur-Loing (Seine-et-Marne).
Il représente une Victoire ailée brandissant une couronne végétale, debout sur la proue d'un bateau voguant sur les flots. Ce thème fait explicitement référence à la statuaire grecque archaïque, avec un style délibérément frontal. Les plis plats du chiton sur lequel retombent les ondulations de l'himation contrastent avec la sévérité du visage, impassible. Paul Silvestre est ainsi très influencé par le mouvement artistique du retour à l'ordre, qui réinterprète au lendemain de la guerre l'idéal classique, en réaction aux « excès » de l'avant-gardisme.
À l'arrière du monument, un mur marque la séparation entre l'espace commémoratif et le reste du pointil : y sont inscrits alphabétiquement les 134 noms de soldats morts pendant ou après la guerre, issus du monde de la batellerie.